# Кунц (Техас)
Кунц (англ. Kountze) — город в США, расположенный в восточной части штата Техас, административный центр округа Хардин. По данным переписи за 2010 год, число жителей составляло 2123 человека, по оценке Бюро переписи США, в 2016 году в городе проживало 2099 человек.

## История
Поселение было названо в честь братьев Германа и Августа Кунцев, финансировавших железную дорогу Sabine and East Texas Railroad в регионе. В 1882 году в городе заработало почтовое отделение. В 1884 году Кунц проиграл выборы административного центра округа. Однако в 1887 году, после пожара 1886 года в здании окружного суда, было проведено повторное голосование, в котором Кунц одержал убедительную победу.
В 1902 году в город пришла железная дорога Gulf, Colorado and Santa Fe Railway, в том же году город получил устав, началось формирование органов местного управления. Город стал одним из первых в округе, в котором было проведено электричество, однако спад в деревообрабатывающей отрасли в регионе замедлил развитие в первой половине XX века. В 1950-х годах в была обнаружена нефть, и поселение смогло обновить устаревшие коммуникации и дороги. В 1960-х получила известность газета Kountze News, ратовавшая за создание заповедника Big Thicket неподалеку от Кунца.

## География
Кунц находится в центральной части округа, его координаты: 30°22′21″ с. ш. 94°18′56″ з. д..
Согласно данным бюро переписи США, площадь города составляет около 10,3 км2, практически полностью занятых сушей.

### Климат
Согласно классификации климатов Кёппена, в Кунце преобладает влажный субтропический климат (Cfa).
| Показатель                    | Янв.  | Фев. | Март  | Апр. | Май   | Июнь  | Июль  | Авг.  | Сен.  | Окт.  | Нояб. | Дек.  |
| ----------------------------- | ----- | ---- | ----- | ---- | ----- | ----- | ----- | ----- | ----- | ----- | ----- | ----- |
| Абсолютный максимум, °C       | 27,2  | 28,9 | 31,7  | 32,2 | 33,9  | 37,8  | 38,9  | 41,1  | 37,8  | 35    | 31,7  | 27,8  |
| Средний суточный максимум, °C | 15    | 18   | 22    | 26   | 29    | 32    | 34    | 34    | 31    | 27    | 22    | 17    |
| Средний суточный минимум, °C  | 3     | 4    | 8     | 13   | 16    | 19    | 21    | 20    | 18    | 12    | 8     | 4     |
| Абсолютный минимум, °C        | −12,2 | −7,2 | −6,7  | −2,8 | 5     | 9,4   | 12,2  | 12,2  | 3,3   | 0,6   | −6,7  | −8,9  |
| Норма осадков, мм             | 121,9 | 99,1 | 101,6 | 96,5 | 137,2 | 147,3 | 119,4 | 101,6 | 134,6 | 101,6 | 124,5 | 129,5 |
| Источник: intellicast.com     |       |      |       |      |       |       |       |       |       |       |       |       |

## Население
Согласно переписи населения 2010 года, в городе проживало 2123 человека, было 767 домохозяйств и 562 семьи. Расовый состав города: 72,4 % — белые, 23,1 % — афроамериканцы, 0,2 % — 
коренные жители США, 0,8 % — азиаты, 0 % — жители Гавайев или Океании, 1,3 % — другие расы, 2,2 % — две и более расы. Число испаноязычных жителей любых рас составило 5 %.
Из 767 домохозяйств, в 40,3 % живут дети младше 18 лет. 47,8 % домохозяйств представляли собой совместно проживающие супружеские пары (20,6 % с детьми младше 18 лет), в 19 % домохозяйств женщины проживали без мужей, в 6,4 % 
домохозяйств мужчины проживали без жён, 26,7 % домохозяйств не были семьями. В 23,7 % домохозяйств проживал только один человек, 10 % составляли одинокие пожилые люди (старше 65 лет). Средний размер домохозяйства составлял 2,7 человека. Средний размер семьи — 3,18 человека.
Население города по возрастному диапазону распределилось следующим образом: 30,5 % — жители младше 20 лет, 23,5 % находятся в возрасте от 20 до 39, 30,6 % — от 40 до 64, 15,2 % — 65 лет и старше. Средний возраст составляет 36,6 года.
Согласно данным опросов пяти лет с 2012 по 2016 годы, медианный доход домохозяйства в Кунце составляет 53 438 долларов США в год, медианный доход семьи — 78 864 доллара. Доход на душу населения в городе составляет 23 654 доллара. Около 10,7 % семей и 12,4 % населения находятся за чертой бедности. В том числе 21,8 % в возрасте до 18 лет и 14,6 % старше 65 лет.

## Местное управление
Управление городом осуществляется мэром и городским советом, состоящим из 5 человек. Совет выбирает из своего состава заместителя мэра.
Другие важные должности, на которые нанимают сотрудников:
- Городской администратор
- Городской секретарь
- Директор общественных работ
- Координатор экстренных служб
- Глава службы охраны правопорядка
- Глава службы контроля животных
- Шеф полиции
- Муниципальный судья

## Инфраструктура и транспорт
Основные автомагистрали, проходящие через Кунц:
- автомагистраль 69 США идёт с севера от Вудвилла на юго-восток к Бомонту.
- автомагистраль 287 США совпадает с автомагистралью 69 США на участке от Вудвилла до Бомонта.
- автомагистраль 326 штата Техас начинается в Кунце и идёт на юго-запад к пересечению с автомагистралью 90 США в районе города Ном.

В городе располагается аэропорт Хоторн-Филд. Аэропорт располагает одной взлётно-посадочной полосой длиной 1312 метров. Ближайшим аэропортом, выполняющим коммерческие рейсы, является региональный аэропорт Джека Брукса в Бомонте. Аэропорт находится примерно в 60 километрах к юго-востоку от Кунца.

## Образование
Город обслуживается независимым школьным округом Кунц.

## Отдых и развлечения
Одним из девизов города является фраза «Ворота в Биг-Тикет» (англ. Gateway to Big Thicket). Национальный заповедник Биг-Тикет, на территории которого находятся сосны, кипарисы, лиственные деревья и болота, был основан конгрессом в 1974 году.
Другой достопримечательностью региона является исторический дом Керби-Хилла, построенный в 1902 году.